# If Time Is All I Have
If Time Is All I Have – utwór brytyjskiego wokalisty Jamesa Blunta. Wydany został 4 kwietnia 2011 roku przez wytwórnię płytową Atlantic Records w Wielkiej Brytanii jako trzeci singel z jego trzeciego albumu studyjnego, zatytułowanego Some Kind of Trouble. Twórcami tekstu utworu są James Blunt i Eg White, natomiast jego produkcją zajął się Tom Rothrock. Do singla nakręcono także teledysk, a jego reżyserią zajął się Marc Klasfeld. Utwór pomimo promocji w Wielkiej Brytanii nie był notowany tam na liście przebojów. „If Time Is All I Have” notowany był w Australii, gdzie dotarł do 53. pozycji na liście przebojów. Zdobył on mieszane opinie ze strony krytyków muzycznych, którzy chwalili go za produkcje, zaś krytykowali za wtórne słowa utworu.

## Tło
Blunt podczas wywiadu udzielonego dla The Daily Telegraph, stwierdził, że jego utwory są zawsze ubolewaniem o tej samej dziewczynie. Dodał, że "Twoja pierwsza miłość jest prawdopodobnie najbardziej idealistyczna. Prawdopodobnie mam poczucie romantycznego pragnienia, ale jestem naprawdę nieudanym romantykiem, co poświadczają moje utwory".

## Pozycje na listach przebojów
| Kraj      | Lista (2011)   | Pozycja |
| --------- | -------------- | ------- |
| Australia | Top 50 Singles | 53      |